# Jurij Ivanovič Venelin
Jurij Ivanovič Venelin (rusinsko Юрій Іванович Венелін, latinizirano: Georgius Hutza), rusinsko-ukrajinski zgodovinar, zdravnik, slavist, filolog in publicist, * 4. maj (22. april, julijanski koledar) 1802, Nagy-Tibava, Ogrska (danes Tibava, Ukrajina), † 7. april (26. marec) 1839, Moskva, Ruski imperij (sedaj Rusija).
Venelinovo najbolj znano delo je povezano s preučevanjem bolgarščine, Bolgarov in bolgarske kulture.

## Venelinova hipoteza o pradomovini Slovencev
Venelin je postavil hipotezo, po kateri so Slovenci starodavni prebivalci, staroselci na širšem območju današnje Srednje Evrope in Balkana. To ozemlje – starodavno Slovenijo – je Venelin umestil med reko Donavo in obalo Jadranskega morja. Venelinove ugotovitve in zaključki se bistveno razlikujejo od ugotovitev današnjega zgodovinopisja. Rusinski znanstvenik namreč niti malo ni dvomil v to, da Slovenci niso prebivali na sedanjem ozemlju že davno pred Kristusovim rojstvom.

## Dela
- O charakterě narodnych pěsen u Slavjan zadunajskih (1835)
- Starodavni in današnji Slovenci (Drevnie i nynešnie Slovene), Moskva 1841 (ponatis Moskva 2004, slovenski prevod Ljubljana 2009)